# Velesztovo (Ohrid)
Velesztovo (macedónul: Велестово) település Észak-Macedóniában, a Délnyugati körzet Ohridi járásában.

## Népesség
| Lakosok száma | 823  | 943  | 1020 | 1123 | 1237 | 1209 | 1103 | 53   | 889  |
|               | 1948 | 1953 | 1961 | 1971 | 1981 | 1991 | 1994 | 2002 | 2021 |

2002-ben 53 lakosa volt, akik mindannyian macedónok.